# Yang Wei (badmintonster)
Dit is een Chinese naam; de familienaam is Yang.
Yang Wei (楊維, Hebi, 13 januari 1979) is een voormalig badminton-speelster uit China. Ze was gespecialiseerd in het vrouwendubbelspel en won een gouden en een zilveren Olympische medaille op dat onderdeel.

## Olympische Spelen
Yang deed namens China mee aan de Olympische Spelen van 2000 (Sydney), in het vrouwendubbelspel. Yang en haar partner Huang Nanyan hadden in de eerste ronde een bye en kwamen automatisch in de tweede ronde. Hier namen ze het op tegen Saralee Thungthongkam en Sujitra Ekmongkolpaisarn uit Thailand, die ze gemakkelijk versloegen met 15-1, 15-4. In de kwartfinale speelden ze tegen het Nederlandse duo Lotte Jonathans en Nicole van Hooren. Ook deze partij werd in twee sets gewonnen: 15-10, 15-12. In de halve finale versloegen ze zonder veel moeite de Zuid-Koreanen Ra Kyung-Min en Chung Jae Hee, waarmee de finale een Chinees onderonsje werd, tussen Yang/Nanyan en Ge Fei/Gu Jun. Ge Fei en Gu Jun wonnen de finale met 15-5, 15-5, waardoor Wei Yang en Huang Nanyan genoegen moesten nemen met zilver.
In 2004 deed Yang wederom mee aan de Olympische Spelen (Athene), ditmaal met Zhang Jiewen als partner. In de eerste ronde had ze wederom een bye, waarna ze in de tweede ronde tegen de Indonesische Jo Novita en Lita Nurlita speelden. In drie sets, 15-2, 6-15, 15-7, wonnen de Chinezen de ronde en gingen door naar de kwartfinales. Hier moest Yang wederom tegen de Thaise Thungthongkam, die ditmaal Sathinee Chankrachangwong als partner had. Het Chinese koppel won met 15-2, 15-4 en ging door naar de halve finale, waar ze de Koreaanse Kyung-Min met haar nieuwe partner Lee Kyung-won versloegen. De finale was net als vier jaar eerder een Chinese partij, de tegenstanders van Yang waren ditmaal Gao Ling en Huang Sui. Yang/Zhang wonnen de partij in drie sets, 7-15, 15-4, 15-8, en veroverden daarmee de gouden medaille.
In 2008 wist ze zich voor een derde keer te plaatsen voor de Olympische Spelen (Peking), in eigen land, wederom met Zhang Jiewen. Ze eindigden ditmaal teleurstellend als vijfde.

## Erelijst
- 1 maal winnaar vrouwen-dubbelspel, Badminton op de Olympische Zomerspelen (2004)
- 2 maal winnaar vrouwen-dubbelspel, Wereldkampioenschappen badminton (2005 en 2007)
- 2 maal winnaar vrouwen-dubbelspel, Aziatische badminton kampioenschappen (2002, 2007)
- 1 maal winnaar vrouwen-dubbelspel, Badminton World Cup (2005)
- 7 maal winnaar vrouwen-dubbelspel, Malaysia Open (2000, 2001, 2002, 2003, 2004, 2005, 2008)
- 5 maal winnaar vrouwen-dubbelspel, Singapore Open (1999, 2002, 2003, 2004, 2006)
- 4 maal winnaar vrouwen-dubbelspel, Korea Open (1999, 2001, 2004, 2006)
- 3 maal winnaar vrouwen-dubbelspel, China Open (2004, 2005, 2006)
- 3 maal winnaar vrouwen-dubbelspel, Swiss Open (2003, 2007, 2008)
- 2 maal winnaar vrouwen-dubbelspel, Japan Open (2005, 2007)
- 2 maal winnaar vrouwen-dubbelspel, Thailand Open (2008, 2009)
- 2 maal winnaar vrouwen-dubbelspel, Hongkong Open (2005, 2006)
- 2 maal winnaar vrouwen-dubbelspel, Denmark Open (2003, 2007)
- 2 maal winnaar vrouwen-dubbelspel, German Open (2006, 2007)
- 1 maal winnaar vrouwen-dubbelspel, Indonesia Open (2004)
- 1 maal winnaar vrouwen-dubbelspel, Chinese Taipei Open (2009)
- 1 maal winnaar vrouwen-dubbelspel, Dutch Open (1998)
- 1 maal winnaar vrouwen-dubbelspel, Brunei Open (1998)
- 1 maal winnaar vrouwen-dubbelspel, Bitburger Open (2007)

1992: Hwang Hye-young & Chung So-young ·
1996: Ge Fei & Gu Jun ·
2000: Ge Fei & Gu Jun ·
2004: Zhang Jiewen & Yang Wei ·
2008: Yu Yang & Du Jing ·
2012: Tian Qing & Zhao Yunlei  ·
2016: Misaki Matsutomo & Ayaka Takahashi ·
2020: Greysia Polii & Apriyani Rahayu ·
2024: Chen Qingchen & Jia Yifan